# Alianza Femenina Ecuatoriana
Alianza Femenina Ecuatoriana, var en kvinnoförening i Ecuador, grundad 1938.
Den tillhörde de första kvinnoorganisationerna i Ecuador och spelade en föregångsroll inom den begynnande kvinnorörelsen i Ecuador, där kvinnorörelsen i övrigt var svag. 
Efter införandet av rösträtten tack vare Matilde Hidalgo 1929 grundades Alianza Femenina Ecuatoriana för att informera kvinnor om de nya rättigheter de fått genom rösträttens införande. Det var en opolitisk organisation som sammanförde kvinnor från många olika politiska övertygelser. Föreningen stödde bland annat kvinnors politiska kandidaturer. 
María Angélica Idrobo var en av dess ledande företrädare och var föreningens sekreterare.